# 1994 (serie televisiva)
1994 è una serie televisiva italiana, seguito di 1993, nata da un'idea di Stefano Accorsi, creata da Alessandro Fabbri, Ludovica Rampoldi e Stefano Sardo e diretta da Giuseppe Gagliardi e Claudio Noce. Capitolo conclusivo della serie, l'anteprima è stata pubblicata il 24 agosto 2019, mentre la trasmissione ha avuto luogo a partire dal 4 ottobre sul canale Sky Atlantic. Tra i protagonisti ritroviamo Stefano Accorsi, Miriam Leone, Guido Caprino, Antonio Gerardi e Paolo Pierobon.

## Trama
La serie, ambientata nel 1994, è situata principalmente nelle città di Roma e Milano e la trama segue la storia dei personaggi immischiati nel complesso scenario politico italiano di quell'anno. Proseguono le inchieste giudiziarie passate alla storia con l'espressione Mani Pulite che portarono alla fine della Prima Repubblica, mentre si svolgono le prime elezioni politiche della cosiddetta Seconda Repubblica.

## Personaggi e interpreti

### Personaggi principali
- Leonardo Notte, interpretato da Stefano Accorsi, e da Romano Reggiani (da giovane).
- Pietro Bosco, interpretato da Guido Caprino.
- Veronica Castello, interpretata da Miriam Leone.
- Dario Scaglia, interpretato da Giovanni Ludeno.
- Antonio Di Pietro, interpretato da Antonio Gerardi.
- Silvio Berlusconi, interpretato da Paolo Pierobon.

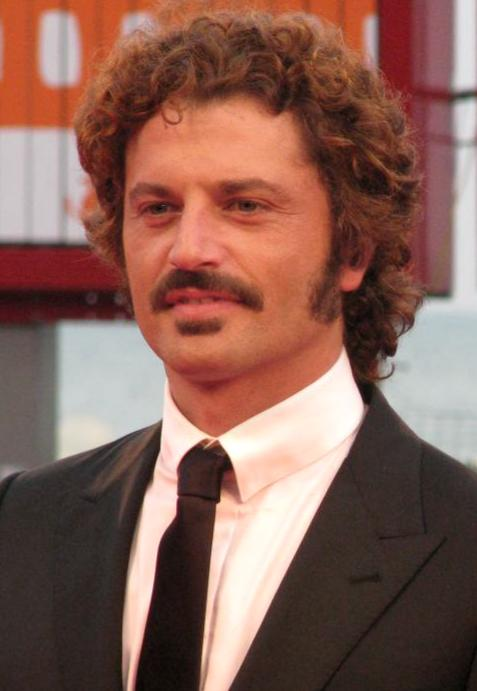
Guido Caprino interpreta Pietro Bosco
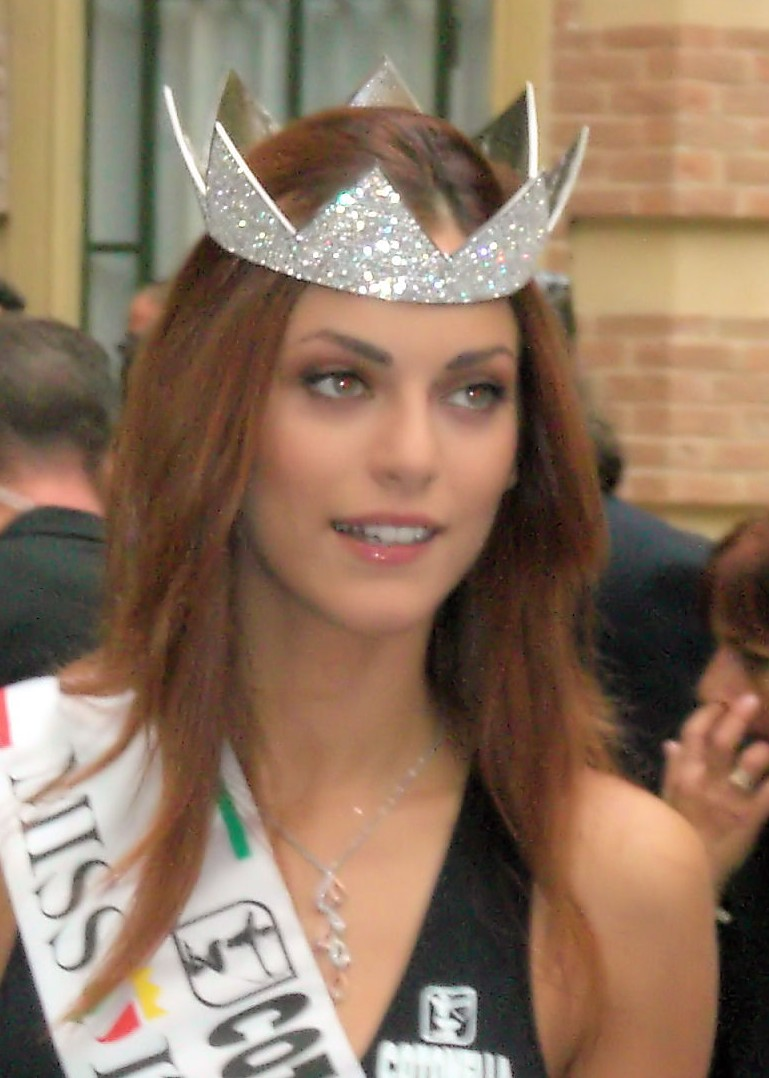
Miriam Leone interpreta Veronica Castello
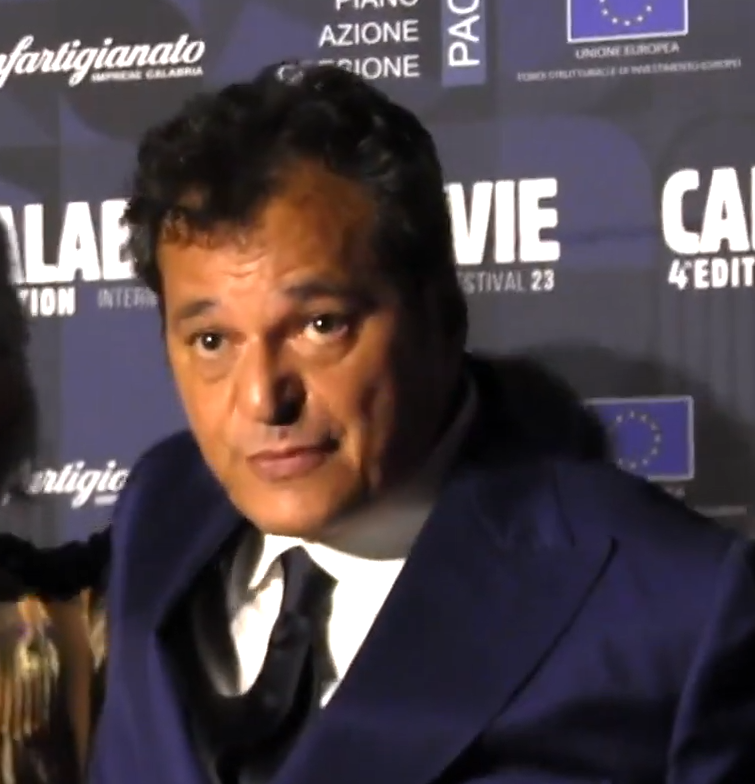
Antonio Gerardi interpreta Antonio Di Pietro
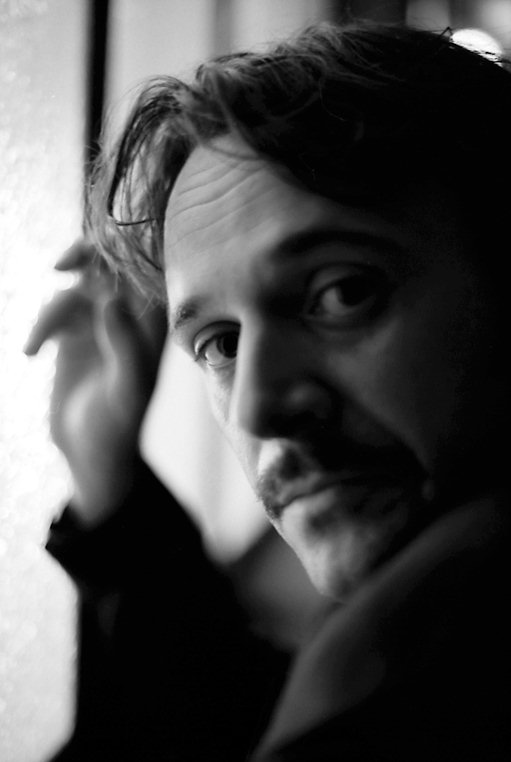
Paolo Pierobon interpreta Silvio Berlusconi

### Personaggi secondari
- Laura Chiatti: Arianna Rosato
- Roberto De Francesco: Achille Occhetto
- Maurizio Lombardi: Paolo Pellegrini (Publitalia '80 / Forza Italia)
- Silvia Degrandi: Rachele Manni (Publitalia '80)
- Stefano Scherini: Beppe, amico di gioventù di Leonardo e deputato del PDS
- Federico Tolardo: Enrico Mentana
- Saverio Mattei: Montebello, giornalista de l'Unità
- Irene Casagrande: Viola Notte, figlia di Leonardo
- Giulio Brogi: Alberto Muratori, giornalista e padre biologico di Leonardo
- Fabrizio Contri: Marcello Dell'Utri
- Vinicio Marchioni: Massimo D'Alema
- Dino Santoro: Gad Lerner
- Gledis Cinque: Irene Pivetti
- Melissa Anna Bartolini: Giovanna Melandri
- Annalisa Insardà: Anna Finocchiaro
- Barbara Chichiarelli: Sesa Amici
- Irene Maiorino: Alessandra Mussolini
- Barbara Giordano: Stefania Prestigiacomo
- Mirko Artuso: Giancarlo Rovati (Lega Nord)
- Paolo Mazzarelli: Umberto Bossi
- Chiara Conti: Simona Merenda, ex soubrette e ora portaborse della Castello
- Luigi Di Fiore: Lucio Corradi (Publitalia '80 / Forza Italia)
- Fulvio Milani: Fedele Confalonieri
- Pietro Faiella: Gianni Letta
- Gianfelice Imparato: Gaetano Nobile (Democrazia Cristiana)
- Elena Radonicich: Giulia Castello, giornalista e sorella di Veronica
- Miro Landoni: Dino Bosco, padre di Pietro
- Rosario Lisma: Roberto Maroni
- Teco Celio: Gianni Bortolotti (Lega Nord)
- Angelo Maggi: Cesare Previti
- Francesco Brandi: Bosisio, capo segreteria degli Interni
- Simone Colombari: Giulio Tremonti
- Mario De Candia: Raffaele Costa
- Sebastian Gimelli Morosini: Sebastiano Rampini “Linda”, escort amico di Bosco
- Matteo Taranto: Francesco Speroni
- Giuseppe Cederna: Francesco Saverio Borrelli
- Pietro Ragusa: Gherardo Colombo
- Giuseppe Gandini: Piercamillo Davigo
- Valentina Gaia: segretaria di Di Pietro
- Nello Mascia: Donato Scaglia, ex colonnello della guardia di finanza e padre di Dario
- Luca Terraciano: fratello di Scaglia, impiegato al G.I.C.O.
- Claudio Botosso: Morini
- Vito Facciolla: Mariano, collaboratore di Di Pietro
- Alessandro Pala: avvocato Leo Ferri
- Eros Galbiati: Zeno Mainaghi
- Astrid Casali: Maddalena, moglie di Zeno Mainaghi
- Luca Zingaretti: Paolo Mieli, direttore del Corriere della Sera
- Aniello Arena: Felice, camorrista
- Marcello Mazzarella: Scilla, comandante di polizia
- Reza Keradman: Boutros Boutros-Ghali
- Michele Melega: Bjorn Eklov, ministro svedese
- Carolina Carlsson: Lily, moglie di Eklov
- Michele De Virgilio: Giuseppe "Pino" Izzo, assassino di Dino Bosco ucciso da Pietro
- Tiziano Uda: figlio di Izzo
- Enrico Inserra: Tommaso Notte, figlio di Veronica Castello e Pietro Bosco
- Michele Ragno: Giulio Venturi, figlio di Rocco Venturi e Arianna Rosato
- Simona Tabasco: Gabriella, testimone del Bunga Bunga che ricatta la Castello
- Giampiero Judica: giornalista che intervista Notte
- Maite Yanes: Cherry, nuova fidanzata di Notte